# USS Roche (DE-197)
USS Roche (DE-197) là một tàu hộ tống khu trục lớp Cannon từng phục vụ cùng Hải quân Hoa Kỳ trong Chiến tranh Thế giới thứ hai. Nó là chiếc tàu chiến duy nhất của Hải quân Hoa Kỳ được đặt cái tên này, theo tên Thiếu úy Hải quân David John Roche (1918-1942), phi công phục vụ cùng Liên đội Ném ngư lôi VT-3 phối thuộc cùng tàu sân bay Yorktown (CV-5) để tham gia Trận Midway, đã tử trận trong trận chiến này vào ngày 4 tháng 6, 1942 và được truy tặng Huân chương Chữ thập Hải quân. Nó đã phục vụ cho đến khi chiến tranh kết thúc, nhưng lại bị hư hại nặng do trúng một quả thủy lôi trôi nổi, nên bị cho đánh chìm vào năm 1946.

## Thiết kế và chế tạo
Lớp Cannon có thiết kế hầu như tương tự với lớp Buckley dẫn trước; khác biệt chủ yếu là ở hệ thống động lực Kiểu DET (diesel electric tandem). Các động cơ diesel đặt nối tiếp nhau dẫn động máy phát điện để cung cấp điện năng quay trục chân vịt cho con tàu. Động cơ diesel có ưu thế về hiệu suất sử dụng nhiên liệu, giúp cho lớp Cannon cải thiện được tầm xa hoạt động, nhưng đánh đổi lấy tốc độ chậm hơn.
Vũ khí trang bị bao gồm ba pháo 3 in (76 mm)/50 cal trên tháp pháo nòng đơn có thể đối hạm hoặc phòng không, một khẩu đội pháo phòng không Bofors 40 mm nòng đôi và tám pháo phòng không Oerlikon 20 mm. Vũ khí chống ngầm bao gồm một dàn súng cối chống tàu ngầm Hedgehog Mk. 10 (có 24 nòng và mang theo 144 quả đạn); hai đường ray Mk. 9 và tám máy phóng K3 Mk. 6 để thả mìn sâu. Con tàu vẫn giữ lại ba ống phóng ngư lôi Mark 15 21 inch (533 mm). Thủy thủ đoàn đầy đủ bao gồm 15 sĩ quan và 201 thủy thủ.
Roche được đặt lườn tại xưởng tàu của hãng Federal Shipbuilding and Drydock Company ở Newark, New Jersey vào ngày 21 tháng 10, 1943. Nó được hạ thủy vào ngày 9 tháng 1, 1944, được đỡ đầu bởi bà Carrie M. Roche, và nhập biên chế cùng Hải quân Hoa Kỳ tại Xưởng hải quân Brooklyn vào ngày 21 tháng 2, 1944 dưới quyền chỉ huy của Hạm trưởng, Đại úyHải quân Robert Eugene Parker.

## Lịch sử hoạt động

### Mặt trận Đại Tây Dương
Sau khi hoàn tất việc chạy thử máy huấn luyện tại khu vực Bermuda, Roche đi đến New York vào ngày 12 tháng 4, 1944 để sửa chữa sau chạy thử máy. Nó chuyển đến Norfolk vào ngày 21 tháng 4 để phục vụ như một tàu huấn luyện, trước khi được điều động sang Lực lượng Đặc nhiệm 63 vào ngày 12 tháng 5 để làm nhiệm vụ hộ tống cho Đoàn tàu UGS-42 đi sang Địa Trung Hải. Đoàn tàu bao gồm 108 chiếc này bắt đầu hành trình vượt Đại Tây Dương để đi sang Bắc Phi khi rời Hampton Roads vào ngày 13 tháng 5, và đi đến Bizerte, Tunisia vào ngày 2 tháng 6 mà không bị tấn công hay thiệt hại nào, cho dù nhiều lần đã chuyển sang báo động tác chiến vì máy bay đối phương hoạt động tại khu vực lân cận.
Về đến New York vào ngày 29 tháng 6, Roche huấn luyện ôn tập tại khu vực Casco Bay, Maine trước khi khởi hành từ Norfolk vào ngày 22 tháng 7 hộ tống một đoàn tàu vận tải đi sang Bizerte, rồi xuất phát từ Gibraltar hộ tống cho một tàu Liberty bị hư hại được kéo quay trở về Hoa Kỳ. Trên đường đi họ phải né tránh cuộc tấn công của một tàu ngầm U-boat Đức, và sau khi đến nơi nó đi vào Xưởng hải quân Brooklyn vào ngày 9 tháng 9 để được đại tu. Con tàu lại khởi hành từ New York vào ngày 14 tháng 10 để hộ tống một đoàn tàu vận tải hướng sang Anh Quốc, đi đến Plymouth vào ngày 25 tháng 10.
Trong sáu tháng tiếp theo sau, Roche còn thực hiện thêm năm chuyến hộ tống vận tải khứ hồi vượt Đại Tây Dương đi sang các cảng Anh và Pháp. Trong một chuyến đi hướng sang Southampton, Anh, ở giữa Đại Tây Dương vào ngày 13 tháng 3, 1945, nó đã cứu vớt 11 người trên biển sau khi xảy ra tai nạn va chạm giữa chiếc tàu chở quân USAT J. W. McAndrew và tàu sân bay Béarn của Hải quân Pháp Tự do.

### Mặt trận Thái Bình Dương
Sau khi chiến tranh chấm dứt tại châu Âu, Roche cùng với Đội hộ tống 55 được điều động sang khu vực Mặt trận Thái Bình Dương. Họ rời New York vào ngày 9 tháng 6, tiến hành huấn luyện ôn tập tại khu vực vịnh Guantánamo, Cuba trước khi băng qua kênh đào Panama vào ngày 1 tháng 7, có một chặng dừng ngắn tại San Diego, California vào ngày 9 tháng 7 trước khi tiếp tục hành trình, và đi đến Trân Châu Cảng vào ngày 21 tháng 7. Con tàu được bảo trì và huấn luyện trước khi cùng với Đội hộ tống 55 rời khu vực quần đảo Hawaii vào ngày 8 tháng 8 để hộ tống cho chiếc SS Empress of Australia đi sang đảo Eniwetok thuộc quần đảo Marshall. Lúc đang trên đường đi, nó nhận được tin tức về việc Nhật Bản đã chấp nhận đầu hàng vào ngày 15 tháng 8 giúp kết thúc cuộc xung đột.

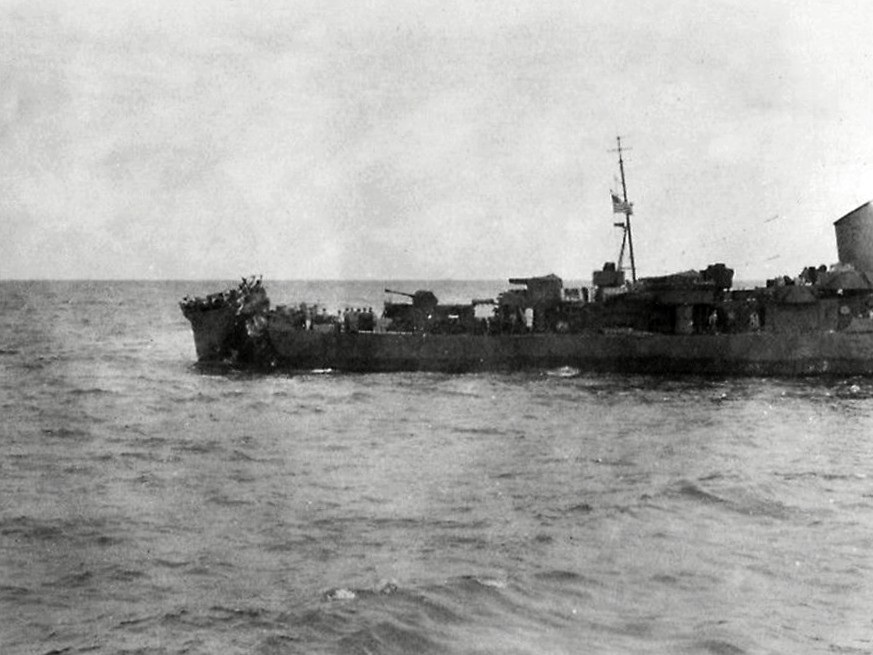
Roche sau khi trúng thủy lôi, ngày 29 tháng 9 năm 1945.

Đi đến Eniwetok vào ngày 16 tháng 8, Roche lại lên đường hai ngày sau đó để đi Ulithi, rồi quay trở lại Eniwetok hộ tống cho các tàu đổ bộ LCI-520 và LCI-761 vận chuyển lực lượng chiếm đóng hướng sang đảo Wake. Quay trở lại Eniwetok, con tàu hoạt động tuần tra chống tàu ngầm nhằm đề phòng tàu ngầm Nhật Bản vẫn chưa thấy trình diện để đầu hàng.
Khởi hành vào ngày 22 tháng 9, Roche hộ tống chiếc tàu chở hàng Florence Nightingale (AP-70) hướng sang vịnh Tokyo. Lúc rạng sáng ngày 29 tháng 9, con tàu va phải một quả thủy lôi trôi nổi gây ra hai vụ nổ dữ dội nối tiếp nhau. Phần đuôi tàu bị hư hại nặng, nhưng các khoang kín nước được đóng chặt cùng các biện pháp cho ngập nước chủ động để cân bằng đã giúp con tàu tiếp tục nổi được và giảm bớt độ nghiêng. Vụ nổ đã khiến ba người thiệt mạng cùng nhiều người khác bị thương, mười người bị thương nặng nhất được di tản sang Florence Nightingale, trong khi Roche được chiếc tàu kéo USS ATR-35 kéo đến vịnh Tokyo, và cặp bên mạn chiếc tàu sửa chữa Telamon (ARB-8).
Vào ngày 18 tháng 10, một ủy ban điều tra và khảo sát đã đưa ra kết luận Roche bị hư hại quá mức có thể sửa chữa có kinh tế, và đề nghị tháo dỡ con tàu. Sau khi tháo dỡ vũ khí và thiết bị có thể tái sử dụng, nó được cho đánh đắm ngoài khơi cảng Yokosuka vào ngày 11 tháng 3, 1946; và tên nó được cho rút khỏi danh sách Đăng bạ Hải quân vào ngày 5 tháng 6, 1946.

## Phần thưởng
Nguồn: Navsource Naval History
|  |  |  |
|  |  |  |

| Dãi băng Hoạt động Tác chiến (truy tặng)      | Dãi băng Hoạt động Tác chiến (truy tặng)           | Huân chương Chiến dịch Hoa Kỳ                      | Huân chương Chiến dịch Hoa Kỳ        |
| Huân chương Chiến dịch Châu Á-Thái Bình Dương | Huân chương Chiến dịch Châu Âu-Châu Phi-Trung Đông | Huân chương Chiến dịch Châu Âu-Châu Phi-Trung Đông | Huân chương Chiến thắng Thế Chiến II |